# Abies squamata
Espèce
Classification phylogénétique
Statut de conservation UICN

 VU A2d : Vulnérable
Abies squamata, le Sapin écailleux, est une espèce de conifères appartenant à la famille des Pinacées. Il est originaire des hautes montagnes de l'ouest de la Chine.

## Description

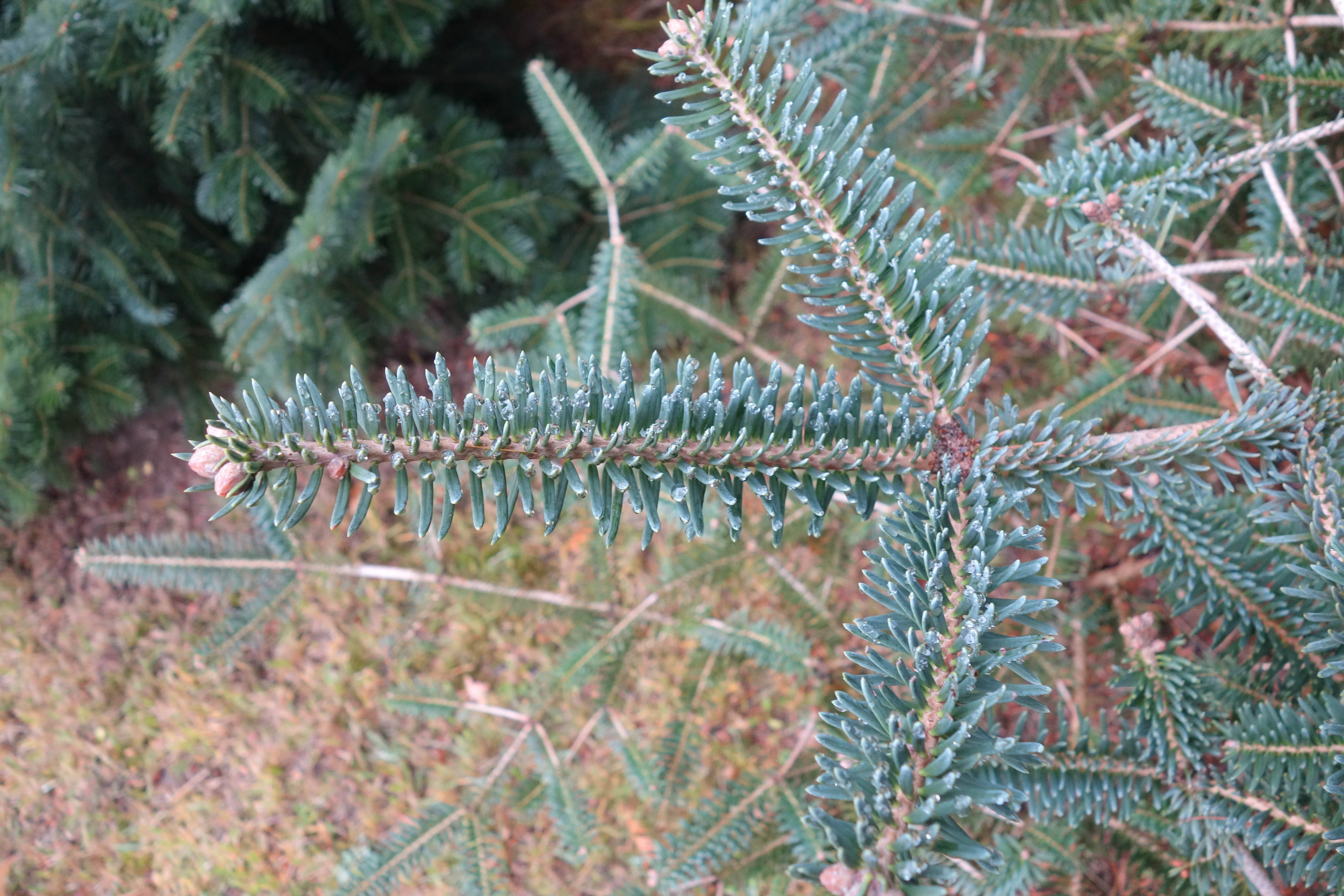
Vue sur des rameaux dAbies squamata.

Abies squamata peut mesurer jusqu'à 40 mètres de haut et son tronc peut atteindre 1,5 mètre de diamètre. Abies squamata possède un port conique.
Ses aiguilles sont droites, rigides et pointues sur les rameaux vigoureux. Elles mesurent de 1,6 à 3 cm de longueur pour une largeur de 2 mm. Sur la face supérieure, elles sont sillonnées et de couleur gris-vert foncé. La face inférieure contient deux bandes cireuses vert-blanchâtre.
L'écorse est brun-pourpre et desquame en grandes écailles minces rectangulaires ou en bandes. Les rameaux d'un an sont brun foncé, fortement pubescents et sillonnés.
Les bourgeons sont blancs, résineux, ovoïdes ou globuleux.
Les cônes mâles sont pourpres et font 2 à 3 cm.
Les cônes femelles sont d'abord violets puis deviennent bruns-violacés très sombres voir quasiment noirs. Ils sont résineux. Ils sont oblongs ou ovoïdes, sont étroits et mesurant de 5 à 8 cm de longueur sur 2 à 4 cm de largeur. Leurs écailles sont réniformes c'est-à-dire qu'elles ressemblent à des reins. Ils contiennent des graines faisant de 5 à 6 mm avec une aile très légèrement plus longue.
Sa croissance est lente.

## Répartition et habitat
Abies squamata pousse naturellement à partir de 3000 mètres jusqu'à 4700 mètres d'altitude dans les hautes montagnes de l'ouest de la Chine (plus précisément dans le Gansu, le Sichuan, le Qinghai et le Tibet). Avec l'épicéa Picea likiangensis, ils dominent les forêts de conifères subalpines des monts Hengduan.  
Il s'agit du seul conifère pouvant prospérer à une altitude maximale si élevée. Abies squamata a été introduit en Europe dès 1910.
Il vit sous un climat froid et relativement sec. La neige qui tombe perpétuellement à une certaine altitude suffit à lui procurer l'humidité nécessaire.

### Exigences
Il prospère facilement dans tous types de terres et il résiste très bien au froid jusqu'à -23 °C.

## Utilisation
Son bois est utilisé pour les constructions.